# Garciaz
Garciaz es una villa y municipio español de la provincia de Cáceres, en la comunidad autónoma de Extremadura. El término municipal, perteneciente al partido judicial de Trujillo, tiene una población de 664 habitantes (INE 2024).

## Toponimia
El topónimo es de origen incierto. Podría ser una derivación del apellido García adoptada durante la Reconquista, aunque también se ha propuesto la hipótesis de que el río Garciaz recibió este nombre en época prerromana y su nombre está emparentado con otros hidrónimos como Garoña o Guareña.

## Medio físico

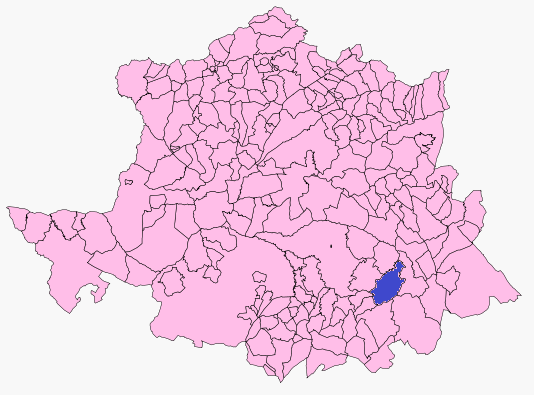
Localización del término municipal de Garciaz en la provincia de Cáceres

Garciaz se encuentra situada en el centro de la provincia, sobre el bloque desnivelado de Pedro Gómez en la divisoria de aguas Tajo-Guadiana de la Sierra de Guadalupe. Su término municipal está bañado por dos ríos que llevan sus aguas hasta el Tajo, el río Garciaz y el río Hornilla. El territorio ocupado por Garciaz es una ladera con lomas suaves de pizarras.
El entorno geográfico de Garciaz está caracterizado por su situación montañosa. Tiene acusadas pendientes de las cuales, más de la mitad se encuentran por encima de los 700 metros y superan el 20% de inclinación. Concretamente Garciaz está situado a 670 m sobre el nivel del mar aunque alcanza los 1124 m en el Venero de 1000 m en el Cerro de Pedro Gómez y los 920 m en la Sierra de la Buitrera.

## Vegetación

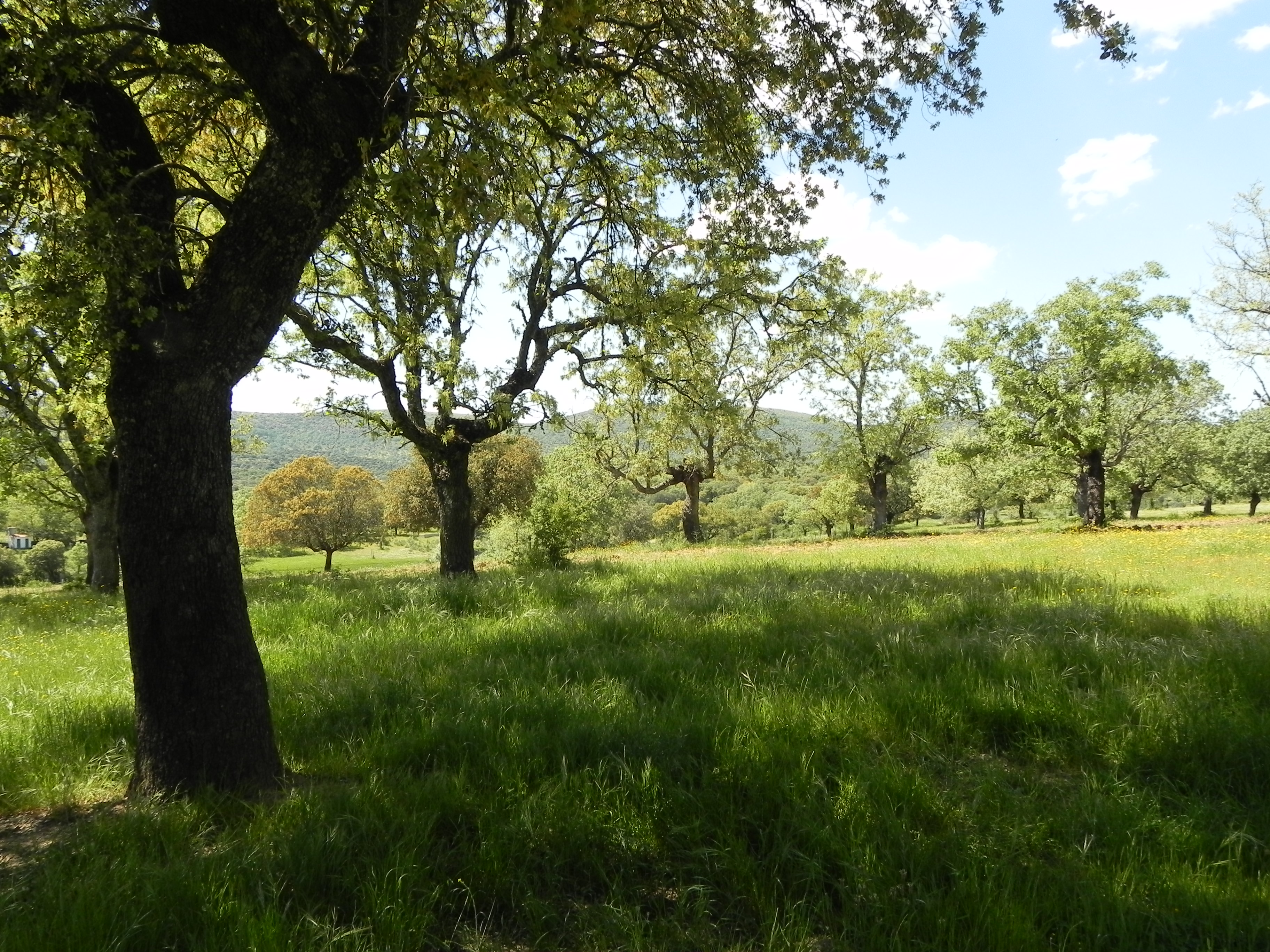
Dehesa boyal de robles de Garciaz.

En cuanto a la flora, pueden encontrarse especies arbóreas de monte alto como nogales, pinos, alcornoques, robles, encinas, castaños, olivos, higueras y cerezos. El cultivo tradicional es el olivo que proporciona aceite de gran calidad. En las huertas próximas al pueblo se cultivan hortalizas de todo tipo y árboles frutales.
Las dehesas constituyen un sistema de explotación en esta localidad con una enorme fuente de recursos; en ellas se desarrollan las encinas, alcornoques y robles. El arbolado se utiliza para la obtención de leña y frutos como la bellota y el suelo se utiliza para pastos que son de gran valor nutritivo para el ganado y para cultivos de secano (centeno, avena, etc.)
En cuanto a las especies arbóreas de monte bajo: madroño, brezo, escaramujo, jara, retamas, tomillo, romero, escoba, almaraú, orégano, etc.

## Historia[2]

### Prehistoria y Protohistoria
Desde la Prehistoria estas tierras fueron ocupadas por comunidades humanas que se asentaron en zonas donde abundaba la caza y el agua. Los hombres del neolítico ya recorrieron estos parajes, donde tenemos testimonio del hallazgo de varias hachas pulimentadas. Al igual sucede con las comunidades Calcolíticas (3200 a. C.) y de la Edad del Bronce (2500-800 a. C.) de las cuales conocemos pequeñas herramientas talladas y pulimentadas de piedra, fragmentos de cerámica moldeada a mano y molinos de piedra, hallados en parajes como Los Castillejos o La Buitrera. Estas comunidades, las primeras en emplear el metal, fueron autoras de representaciones rupestres grabadas en algunos afloramientos de piedra, como es el caso del conjunto de cazoletas de Los Castillejos o los grabados del Venero.
Durante la Edad del Hierro (800-100 a. C.) la cultura de los Vettones dominó estas tierras, fruto de su establecimiento es el asentamiento fortificado o castro de Valdeagudo, situado sobre un prominente cerro que domina el paisaje al norte del término municipal.

### Mundo Antiguo
El territorio vettón en el que se enclava Garciaz estaría sometido a diferentes grados de romanización entre el siglo I a. C. y el siglo IV d. C.. Sin embargo, el área rural circundante contaría con algunos complejos agropecuarios denominados villae o casas de campo de grandes propietarios, como la villa de La Gargantilla, que son un claro exponente de la vitalidad económica y la descentralización del poder patrimonial que tiene la sociedad romana en el ámbito local en un determinado momento.
Las villas representan un modelo muy extendido en Hispania, aprovechando terrenos de gran fertilidad agrícola y con numerosas posibilidades para la explotación ganadera. Simultáneamente, en el entorno se fueron generando otros enclaves rurales con funciones semejantes. La población hispanorromana se evidencia en otros lugares del término municipal a través del hallazgo de restos constructivos, monedas y otros enseres. Algunos de estos lugares serían grandes villas residenciales donde vivían grandes terratenientes, como el caso de Fuentefría, donde fue encontrado un tesorillo de monedas de los siglos IV-V d. C.
Algunos asentamientos se mantuvieron en uso durante la Antigüedad Tardía y el periodo Visigodo, como es el caso de La Portera, donde fue construida una basílica en torno al siglo VII d. C. y que sería reutilizada en siglos posteriores. Además, se trata de uno de los pocos ejemplos de arquitectura religiosa de esta cronología conservado en Extremadura, destacando un nicho que se encuentra en los restos de la cabecera del templo y que originalmente estaba rematado por una venera.

### El Medievo
Durante el periodo de dominio musulmán, el cual se extendió entre los siglos VIII-XI, el territorio de Garciaz debió estar ocupado por alquerías dedicadas a la explotación de recursos agrícolas y ganaderos. Aunque ignoramos el alcance de las tierras dedicadas a estos menesteres en época musulmana, se puede esbozar una aproximación teniendo en cuenta diversos testimonios documentales de los siglos XII y XIII de la antigua tierra de Trujillo. Junto con la tierra cultivada y la huerta existieron casas de campo o almunias, de las cuales algunas de ellas podían tener estructuras defensivas como torres. De hecho, algunos de estos enclaves han dado lugar en la toponimia a nombres como Castillejo, Torrecilla, La Mezquita, etc.
Pero no será hasta la toma de Trujillo en 1232 por parte de Fernando III, cuando las tierras de Garciaz fueron totalmente seguras y se procediera a su progresiva repoblación por gentes mozárabes del norte. Las tierras trujillanas experimentarán un proceso de apropiación por parte de los estamentos privilegiados y con un gran poder adquisitivo: la jerarquía eclesiástica, órdenes religiosas, órdenes militares, caballeros y nobles del entorno de la corte o con residencia en Trujillo. De forma paralela, se fueron generando pequeñas aldeas, algunas de ellas ubicadas en lugares habitados con antelación. Es presumible, que en esta coyuntura se comenzara a gestar el nacimiento del actual núcleo urbano de Garciaz.
Durante un breve lapso de tiempo Garciaz junto a otros lugares vecinos dejaron de formar parte del alfoz de Trujillo al ser entregados por
Enrique IV a García Álvarez de Toledo. Sin embargo, pocos años después Isabel la Católica anuló citada cesión.

### Tiempos Modernos
El aumento del volumen de población, la prosperidad económica reflejada en la enorme cantidad de licencias y repartimientos agrícolas, el fin de los enfrentamientos bélicos del siglo XV y la instalación de algunos linajes nobles justificaron la construcción de un templo parroquial que fue elevado sobre uno primitivo del siglo XV. Esta obra fue iniciada bajo el patrocinio del Prelado placentino Don
Gutierre de Vargas Carvajal, quien se encargó de contratar al maestro trujillano Sancho de Cabrera el 30 de enero de 1545, siendo finalizada bajo el pontificado de Pedro Ponce de León (1560-1573). De igual modo, en torno a esta época debieron ser construidas las diferentes ermitas garcieñas, las cuales se ubicaban en diferentes puntos cardinales junto a las principales vías de comunicación.
Al encontrarse Garciaz bajo la autoridad del Concejo Trujillano estaba sometida a numerosas restricciones civiles que llevaron a su concejo a valorar la posibilidad de comprar su jurisdicción aprovechando la necesidad de fondos por parte de la Corona para hacer frente a los conflictos bélicos en los que estaba inmersa. De este modo, en 1566 se hace efectiva la compra de Garciaz al monarca Felipe II y su proclamación como Villa</ref> el 4 de abril de 1566.
Durante los siglos XVI y XVII, tal y como sucede en otros lugares de Extremadura, muchos vecinos probaron suerte en las Américas, entre los que se encontraban Diego y Juan Téllez, quienes participaron en la conquista de Nueva Galicia o Hernán Sol, quien acompañó a Hernán Cortés en la conquista de Perú.
La segunda mitad del siglo XVII y comienzos del siglo XVIII no estuvieron exentos de dificultades que llevaron a la localidad a la decadencia y estancamiento económico. La población estuvo envuelta en epidemias, hambrunas, el contexto bélico de la Guerra de Sucesión, etc.; lo que provocó una drástica reducción de su población.

### Era Contemporánea
Garciaz no fue un lugar de interés estratégico durante la Guerra de la Independencia (1808-1814), pero el miedo de algún vecino, que llegó a guardar un valioso conjunto de monedas hallado en las antiguas escuelas, demuestra la inestabilidad política y económica de ese periodo durante el cual sabemos que un soldado llegó a fallecer en el hospital de la Caridad víctima de las heridas contraídas.
Años más tarde, durante la primera guerra carlista, el 27 de agosto de 1837 el comandante de la columna de Castilla La Nueva, Carlos Buil, alcanzó a las facciones reunidas por los cabecillas Sánchez, Barbado, Valencia, Pulido, Arroyo y Patagorda, quienes fueron derrotados a la entrada de la Dehesa del Roble. Durante el proceso de desamortización, algunas posesiones que pertenecían a la iglesia fueron vendiéndose en subastas públicas, pasando a formar parte de nuevos propietarios ricos y terratenientes locales que aprovecharon la ocasión para agrandar su patrimonio. Entre ellas se pudo salvar la dehesa boyal. Hacia mediados del siglo XIX, la villa tenía contabilizada una población de 766 habitantes. Aparece descrita en el octavo volumen del Diccionario geográfico-estadístico-histórico de España y sus posesiones de Ultramar de Pascual Madoz de la siguiente manera:

GARCIAZ: v. con ayunt. en la prov. y aud. terr. de Cáceres (12 leg.), part. jud. de Logrosan (3), dióc. de Plasencia (17), c. g de Estremadura (Badajoz 22): sit. entre sierras que son ramificaciones de las Villuercas; es de clima frio; reinan los vientos N., y se padecen pulmonias y pocas tercianas. Tiene 135 casas desiguales; la de ayunt., cárcel, pósito, escuela de primeras letra» dotada con 600 rs. de los fondos de propios y 1/3 fan. de trigo por cada uno de los 45 niños que concurren; igl. parr. dedicada á Santiago Apóstol, curato de entrada y provision ordinaria: el templo es de una construccion superior, dividido en dos naves, y mandado levantar por el cardenal D. Bernardino de Carbajal; á su inmediacion el cementerio; una ermita con el titulo de Ntra. Sra. de la Caridad, y en los afueras 4 arruinadas; se surte de aguas potables en los muchos manantiales próximos al pueblo, de superior calidad. Confina el térm. por N. con los de Retamosa y Deleitosa; E. Berzocana de San Fulgencio y Logrosan; S. el mismo Logrosan y Zorita; O. Trujillo y Herguijuela, á dist. de 5/4 leg. próximamente por todos los puntos, y comprende mucho monte de roble, alguna encina, alcornoque y tierras de labor: le bañan los riach. Herrera y Pizarroso. El terreno es todo escabroso, cruzado de sierras y peñascos y de inferior calidad. Los caminos vecinales y estremadamente malos. El correo se recibe en la Conquista por un propio que envia el ayunt. prod.: trigo, centeno, cebada, avena, garbanzos muy buenos, patatas, legumbres y frutas; se mantiene ganado vacuno, lanar, cabrio, de cerda, y se cria mucha caza mayor y menor, y pesca en los r. ind. y comercio: 4 molinos harineros, 2 tahonas, y se venden los frutos del pais; una especie de mercado el domingo primero de octubre, en cuyo dia se celebran fiestas. pobl.: 140 vec., 766 alm. cap. prod.: 1.277,900 rs. imp.: 63,895. contr.: 8,591 rs. 13 mrs. presupuesto municipal 9,000, del que se pagan 2,000 al secretario por su dotacion, y se cubre con el producto de 4 dehesas de propios.
Este pueblo fué mucho mayor en sus primeros tiempos, pues se les hace subir hasta 3,000 vec.: todavía en 1566 contaba 800 que contribuyeron á 80 rs. cada uno para conseguir el privilegio de villazgo: en los años de 1707 á 1714 vino á reducirse hasta 52 vec., desde cuya época ha tenido el incremento que se advierte.
(Madoz, 1847, pp. 308-309)

La Restauración alfonsina supuso un periodo de cierto progreso. Las calles más importantes fueron enlosadas empedradas, se construyeron y arreglaron los puentes y se mejoraron las comunicaciones. De cara al primer tercio del siglo XX Garciaz se fue incorporando lentamente al progreso nacional. En 1906 se le concede el escudo de armas y ya en 1927 se inauguran las escuelas unitarias y el teléfono municipal.
En 1931 se proclama la II República, la cual verá su fin con el levantamiento de militares y fascistas contra la legalidad republicana en julio de 1936, lo que dio lugar a uno de los episodios más desgraciados de la historia garcieña. Los sublevados y sus seguidores se habían hecho con el poder municipal y aplicaron la más dura represión contra quienes habían apoyado a algunos de los partidos u organizaciones de izquierdas o simplemente republicanas, con períodos de violencia y altas tasas mortuorias. Concretamente el 10 de agosto tuvo lugar el primer suceso donde varias personas fueron sacadas de los lugares en los que estaban detenidas o de sus propias casas y fueron pasadas por las armas en las proximidades de Garciaz en un lugar denominado "la alcantarilla de Lucas". Los sucesos continuaron en el mes de septiembre, 12 de septiembre donde fueron fusilados gran número de personas en las proximidades de Logrosán.  En días posteriores (15 y 16 de septiembre) en Zorita, pueblo cercano a Garciaz, volvieron a ser pasadas por las armas otro número importante de garcieños y garcieñas. Los fusilamientos se sucedieron durante todo el mes de septiembre. A partir del mes de octubre descendieron considerablemente, aunque continuaron produciéndose fusilamientos aislados. Aproximadamente medio centenar de víctimas perdieron la vida como consecuencia de estos acontecimientos. Después vendrían los duros años de posguerra. No será a partir de mediados de la década de los 1950 cuando el pueblo vuelva a recuperarse económica y demográficamente hasta la década de los años 1960, momento en el que comenzará el éxodo rural.
En la actualidad, la base económica sigue estando en la agricultura, ganadería, explotación forestal, recolección de miel y alguna industria derivada de productos agropecuarios. Además, se trabaja en mantener y fortalecer la población, a través de programas financiados con fondos europeos, fomentando y poniendo en valor otros recursos como el turismo cultural y medioambiental.

## Demografía
Garciaz cuenta con una población de 664 habitantes (INE 2024).
| Gráfica de evolución demográfica de Garciaz entre 1842 y 2021                                                       |
| |
| Población de derecho según los censos de población del INE Población de hecho según los censos de población del INE |

## Patrimonio
La situación geográfica de Garciaz y las distintas elevaciones y valles que la circundan hacen del conjunto una zona de media altitud, relativamente aislada, pero con una gran riqueza y variedad de frutos, abundante caza, con suave clima. Si a esto le añadimos su ubicación natural como zona de paso entre la penillanura Trujillana y la Sierra de Las Villuercas podemos entender que, a lo largo de la Historia, haya sido ocupado por cuantas culturas y pueblos dominaron estas tierras.

### Patrimonio arqueológico
El término municipal de Garciaz presenta una enorme riqueza patrimonial arqueológica de la que tenemos constancia a través de los numerosos hallazgos que se han ido produciendo a lo largo del tiempo. Como suele suceder, la mayoría de los yacimientos arqueológicos no se pueden adscribir a un único momento cultural. Casi todos ellos han conocido, de una u otra manera, la ocupación por parte del hombre en distintos momentos de la historia. En este sentido, el uso de los espacios a lo largo del tiempo es muy importante, pues a través de ellos es como se ha podido hacer una aproximación a la evolución del poblamiento en el territorio de Garciaz. Por todo ello, los diferentes elementos arqueológicos encontrados han sido clasificados por períodos culturales con el fin de facilitar su encuadre arqueológico y cultural.
- Grabados rupestres de El Cándalo o El Venero: En la finca del Cándalo, en las cercanías del Venero, encontramos un testimonio de la presencia de comunidades humanas en la zona durante la época del Bronce Medio-Final. Se trata de una composición de grabados incisos realizados sobre un afloramiento de pizarra. Encontramos tres grupos de motivos representados: formas armamentísticas, como alabardas, flechas, hachas, lanzas o espadas; formas estelares radiadas y formas lineales abstractas. Por los motivos representados induce a pensar que muestra el cambio que se produce sobre tradiciones que se remontan al Calcolítico sustituidas por sociedades con tecnologías más avanzadas, gracias en parte al desarrollo de la metalurgia. Declarado BIC.
- Castro de Valdeagudo: La cultura Vetona está caracterizada por establecerse en lugares situados en altura denominados castros, con un sistema de vida basado principalmente en la ganadería y el pastoreo. Encontraron en estas tierras un lugar idóneo para instalarse, con arroyos cercanos, una vegetación abundante para su ganado y altura para defenderse de posibles enemigos. Muestra de su paso por estas tierras son los restos del Castro de Valdeagudo, un antiguo poblado de cabañas circulares en altura rodeado por una muralla que servía para su defensa. Gracias a su posición estratégica en uno de los cerros más altos del entorno, poseían un vasto control visual del territorio circundante que abarca hasta la Sierra de las Villuercas.
- Inscripciones romanas: La huella de la cultura romana ha dejado su testimonio en diferentes lugares de Garciaz. En este sentido, destaca el hallazgo de varias inscripciones romanas que reflejan rasgos religiosos del mundo romano en estas tierras y entre las cuales hay una dedicatoria al dios Marte que se conserva en el interior la iglesia: MARTIS[ACRUM]/-CLA?]UDIUS/RUSTICUS/ A[NIMO].L[IBENS].V[OTUM].S[OLVIT] o el epitáfio sepulcral de Annia que se encuentra empotrada en un pilar de la antigua ermita de La Portera: ANNIA/LANCI•F(ILIA)/AN(NORUM)•LXI•H(IC)/S(ITA)•E(ST)•S(IT)•T(IBI)•T(ERRA)/L(EVIS)/F(ILII)F(ACIENDUM)C(URAVERUNT).

### Patrimonio monumental

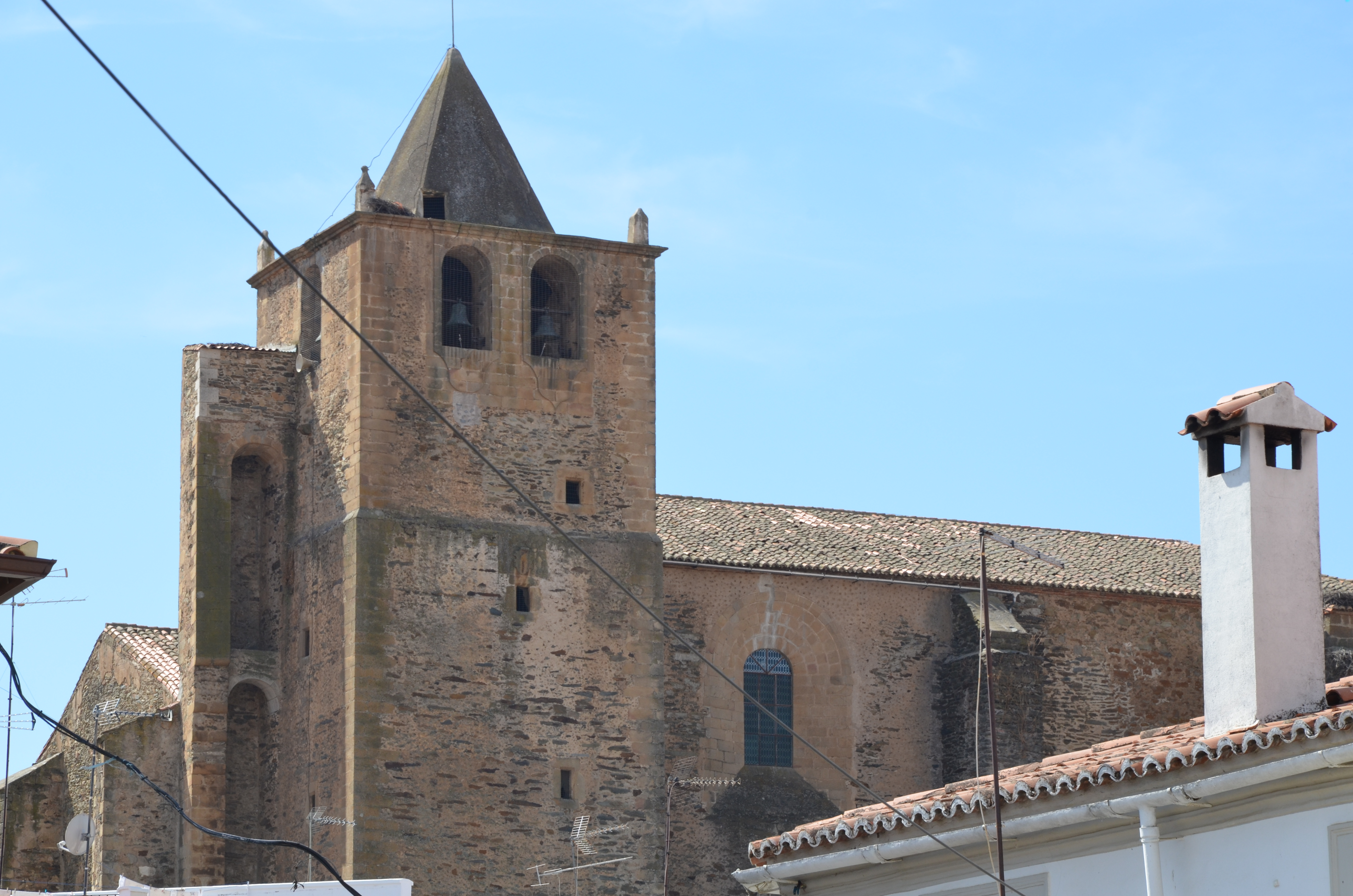
Iglesia de Santiago Apóstol

- Iglesia de Santiago Apóstol, templo parroquial católico bajo la advocación de Santiago Apóstol, en la Archidiócesis de Mérida-Badajoz, Diócesis de Plasencia, arciprestazgo de Logrosán.[6]  Se encuentra situada en la zona más elevada de Garciaz, donde desembocan un buen número de calles. Constituye el monumento más destacado de la localidad. Realizada a instancias del obispo de Plasencia Gutierre de Vargas Carvajal, quien mediante una escritura otorgada en Jaraicejo el 30 de enero de 1545 encargó la obra al maestro trujillano Sancho de Cabrera. La iglesia se construye con fábrica de mampostería y pizarra, con sillería en las esquinas, contrafuertes y recerco en los vanos. En su interior consta de una sencilla cabecera de fines del siglo XV a la que se adosa en el año 1545 una nave de tres tramos con arcos fajones descansados sobre ménsulas y bóveda de crucería de terceletes; en cuyo primer tramo está el escudo del obispo Gutiérrez de Carvajal. Las capillas laterales, la sacristía y el baptisterio se cubren con bóveda de cañón de sillería. El coro se sitúa a los pies del templo con bóveda de crucería y el escudo del Obispo Enrique Enríquez. En su interior conserva piezas de gran valor artístico como el altar de la Virgen del Rosario realizado en azulejería talaverana[7] de comienzos del siglo XVII y que tiene un bello panel sobre La Anunciación (posiblemente realizada por alguien de la escuela de Juan Flores); la imagen de Santa Ana del siglo XVI; un busto del Ecce Homo; y la imagen del Cristo de la Salud. En el exterior tiene tres portadas de acceso. Las dos laterales son del siglo XVI, el vano formado por columnas de capitel jónico sobre plinto y coronadas por arco de medio punto. La decoración está formada por conchas, rosetas y escudos del Obispo Gutiérrez Vargas de Carvajal, rematadas por un frontón triangular coronado con flameros que aloja una pequeña imagen. La puerta de los pies es de finales del siglo XVI, de gusto manierista, está formada por arco de medio punto y sillares almohadillados. La Torre-campanario, adosada al presbiterio en la parte del evangelio, presenta un curioso aditamento, ya que aloja el escudo del obispo Ponce de León, y los vanos de las campanas, se corona con cuatro pináculos en cada esquina con remate piramidal. Está declarada como Monumento Histórico Artístico de interés provincial y BIC.
- Ermita de la Caridad: Ubicada en la Calle de la Caridad. Sus orígenes se remontan a 1574, cuando una serie de cofrades ponen en marcha la Cofradía de la Caridad. Pero no será hasta 1612 cuando es comprada una casa para servir como hospital y junto a la que construyeron una capilla. El hospital se mantuvo en funcionamiento hasta 1846, momento en el cual pasará a ser utilizado como escuelas. Por su parte, la capilla seguirá en uso hasta la actualidad como Ermita. El interior consta de una nave pequeña de dos tramos cortos cubiertos por techo de madera a dos aguas, apoyando sobre un arco. El presbiterio tiene planta cuadrada, cubierto por una cúpula en la cual puede leerse “Propter nimian charitatem suam quam dilexit nos deus filium suum misit factum ex muliere”. Aloja la imagen de Ntra. Sra con el Niño de fines del siglo XV. En el exterior destaca su portada renacentista y una ventana con rejería típica.

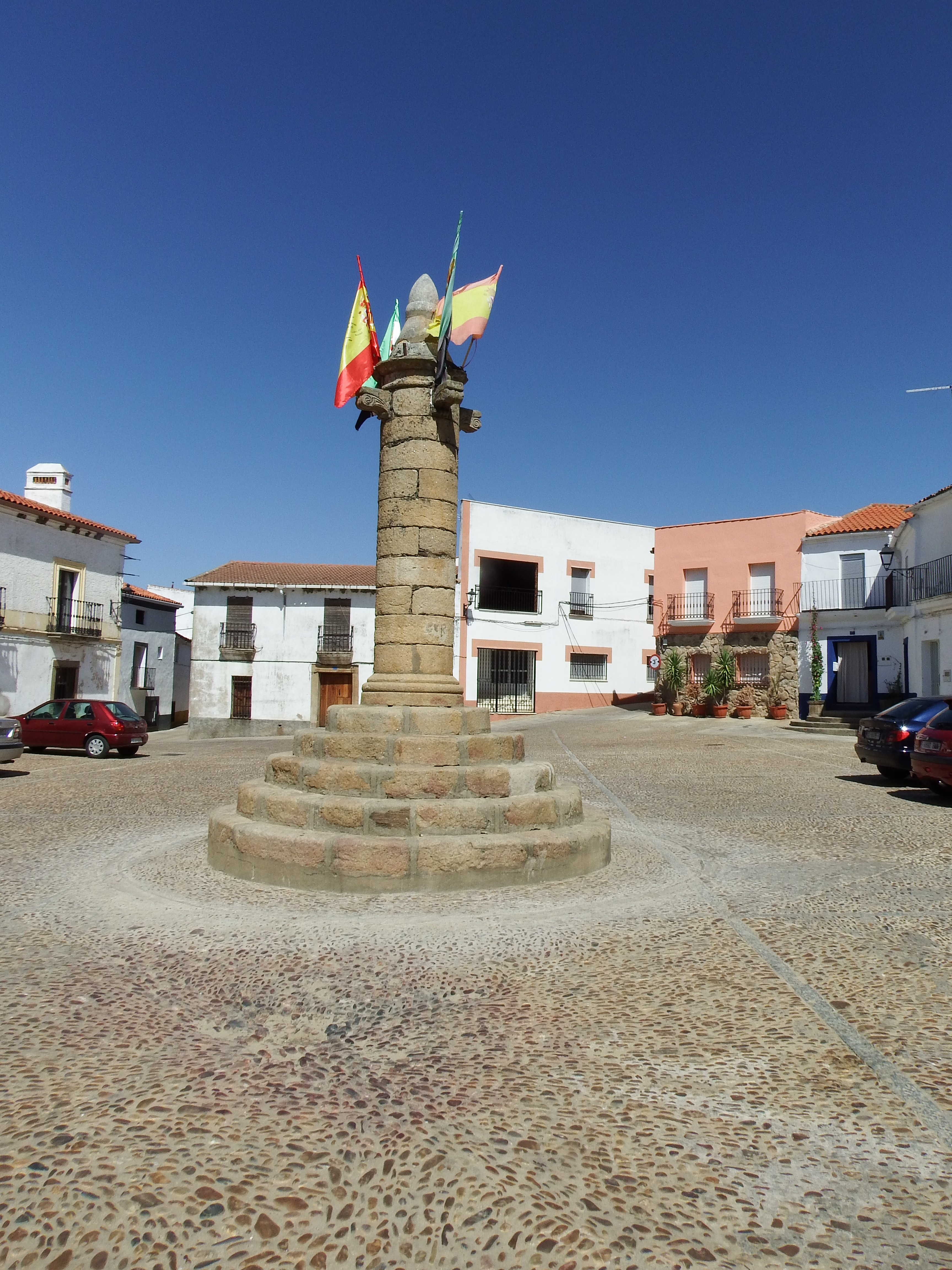
Rollo jurisdiccional

- Rollo jurisdiccionalRollo Jurisdiccional: Ubicado en la Plaza de España, realizado mediante bloques de granito procedente de las canteras de Trujillo unidos con mortero de cal. Construido en el año 1565, descansa sobre una gradería de planta circular compuesta por 5 escalones. Sobre una basa moldurada se alza un fuste cilíndrico del cual en su parte superior sobresalen 4 mamelones con roleos. La parte superior está rematada por un pináculo tronco-conopial coronado por una pieza en forma de bellota.
- Ermita de la Concepción:  Ubicada en el paraje del mismo nombre, junto al antiguo camino de Berzocana. Es un edificio de planta rectangular salvo la cabecera formada por un ábside. Su origen se remonta a tiempos de Gutierre de Vargas Carvajal (1506-1559), quien por sus escudos en la claves de los arcos que sustentan la cubierta deducimos que patrocinó la construcción. Destacan los restos de una escena de la Anunciación que mediante la técnica del esgrafiado decoraba todo el ábside. Parece ser que la ermita estuvo en funcionamiento hasta el siglo XIX, momento en el cual comienza su abandono y su espacio llega a ser utilizado como cementerio entre 1821 y 1823. Hace pocos años fue objeto de una total reconstrucción.
- Ermita de los Mártires: Parte del edificio todavía se conserva sirviendo de almacén en el paraje de Las Cañadas. La antigua ermita estaba dedicada a los Santos Mártires Fabián y Sebastián. Parece ser que se trataba de un edificio de una sola nave con cabecera poligonal, con cubierta a dos aguas realizado en pizarra irregular unida con mortero de cal y barro. Los vanos estarían recercados de piezas de granito tallado. Sabemos que el edificio sirvió como cementerio en torno a 1813 y que posteriormente fue abandonado su uso religioso.
- Ermita de Portera: Sus restos se encuentran en el paraje de Los Campos de Portera. Se trata de un edificio que ha sufrido diferentes usos y transformaciones a lo largo de la historia. Parece ser que su origen se remonta en torno al siglo VII d. C. y cuyo uso con fines religiosos se prolonga al menos hasta el siglo XVIII. En la actualidad el edificio está en progresiva ruina y abandono, siendo utilizado para el encierro de ganado hasta hace pocos años. Destaca el interior de la cabecera del edificio, realizada mediante una cubierta abovedada peraltada. En torno a los siglos XVI-XVII el interior fue decorado mediante esgrafiados que todavía se conservan, así como alguna pieza tardoantigua integrada en la estructura del edificio alguna de las reformas sufridas por el mismo a lo largo de los siglos.

### Patrimonio etnográfico
Desde la prehistoria el ser humano ha ido transformando su entorno para adaptarlo a sus necesidades. Estas transformaciones tradicionalmente se han realizado aprovechando los recursos naturales más cercanos y adaptándose al medio. Esta adaptación al medio natural se hace de forma sostenible, sin agredir gravemente el entorno natural. Muestra de ello son la multitud de construcciones etnográficas que se camuflan en el paisaje, pasando desapercibidas y de las que Garciaz cuenta aún con una gran cantidad de ellas en buen estado de conservación. Pese a no tratarse de monumentos, muchas han sido realizadas mediante técnicas tradicionales por las gentes de Garciaz para el desarrollo de sus actividades. Estas construcciones están determinadas por las condiciones geográficas e históricas y las materias primas de la zona.
- Fuente del Caño:  Situada en las afueras del pueblo, junto al Charco del Caño. Su construcción responde a las medidas higiénico-sanitarias que comenzaron a tomarse a partir del reinado de Carlos III. Su estructura está íntegramente ejecutada en piedra de granito, tiene planta rectangular. En su frente, encima del caño hay instalado una placa que imita un escudo en el cual está reflejado el año de su construcción 1795.
- Fuentes, Pozos y Pilones: El agua es uno de los recursos más preciados y de mayor aprovechamiento a lo largo de la historia. En Garciaz el agua abunda, los arroyos y manantiales aparecen por todas partes. Es habitual ver en el paisaje garcieño fuentes y pozos que suelen encontrarse junto a los caminos como el Pozo de la Retuerta, La Fontanilla, el Pozo Cerrao o el Pozo Nuevo.
- Antigua Fábrica de Harinas: Ubicado junto a la carretera de Conquista. Su origen se remonta al primer tercio del siglo XX. En el interior y previa autorización se pueden ver algunas máquinas eléctricas de mediados de la década de los 1960 destinadas a la fabricación de la harina. Aún pueden verse restos de la antigua maquinaria destinada a la fabricación de harinas.
- Antigua Almazara: Ubicada en torno al Charco del Caño y a la carretera que lleva a Conquista de la Sierra. Se trata de un antiguo complejo de carácter industrial que pertenecía al Grupo Sindical de Colonización 1484 y Cooperativa de Ntra. Sra. del Rosario. Estuvo en funcionamiento durante la segunda mitad del pasado siglo XX. En su interior aún pueden verse algunas dependencias y máquinas dedicadas a la transformación de la aceituna en aceite como pilas, el molino, la caldera o la prensa.
- Molino hidráulico: De los ríos y arroyos también se ha aprovechado su corriente desde tiempos inmemoriales para generar energía. Para ser aprovechada en los molinos con el fin de moler el cereal y obtener harina. En Garciaz tenemos varios ejemplos de estos antiguos molinos actualmente arruinados y abandonados en su mayoría, como son el Molino del Cubo, del Tío Juan, del Churri o del Tuerto entre otros.
- Bodega de Emiliano: Ubicada en el n.º 20 de la Avda. de la Glorieta. Se encuentra bajo el nivel del suelo. En su interior se conservan varias estructuras destinadas a la transformación de la uva en vino y varios conos de barro para su almacenamiento. El techo de la bodega está ejecutado mediante el sistema tradicional de bóvedas.
- Pozo de la Nieve: Sus restos se encuentran en el paraje de Las Caballerías. Se tienen noticias sobre su existencia desde el siglo XVI. Suponía una de las mayores fuentes de ingresos del Concejo de Garciaz. La nieve y el hielo era introducido en su interior apelmazándolo. Se colocaba mediante capas, alternando una capa de nieve o nota de helecho o paja. El hielo creado era cortado en bloques y se vendía por toda la comarca para la conservación de alimentos, hospitales y para las clases más pudientes. Gracias a documentación antigua se conoce el dato de que este era uno de los escasos pozos de nieve existentes que abastecía de hielo a toda la zona de la comarca Trujillana.
- Cochineras: Destinado para la cría del cerdo, están formadas por varias zahúrdas estructuradas en un recinto rectangular con un patio central. Presentan pequeños vanos dintelados con jambas y dinteles de granito. Las bóvedas son de piedra, cubiertas con tierra y vegetación.

### Patrimonio viario

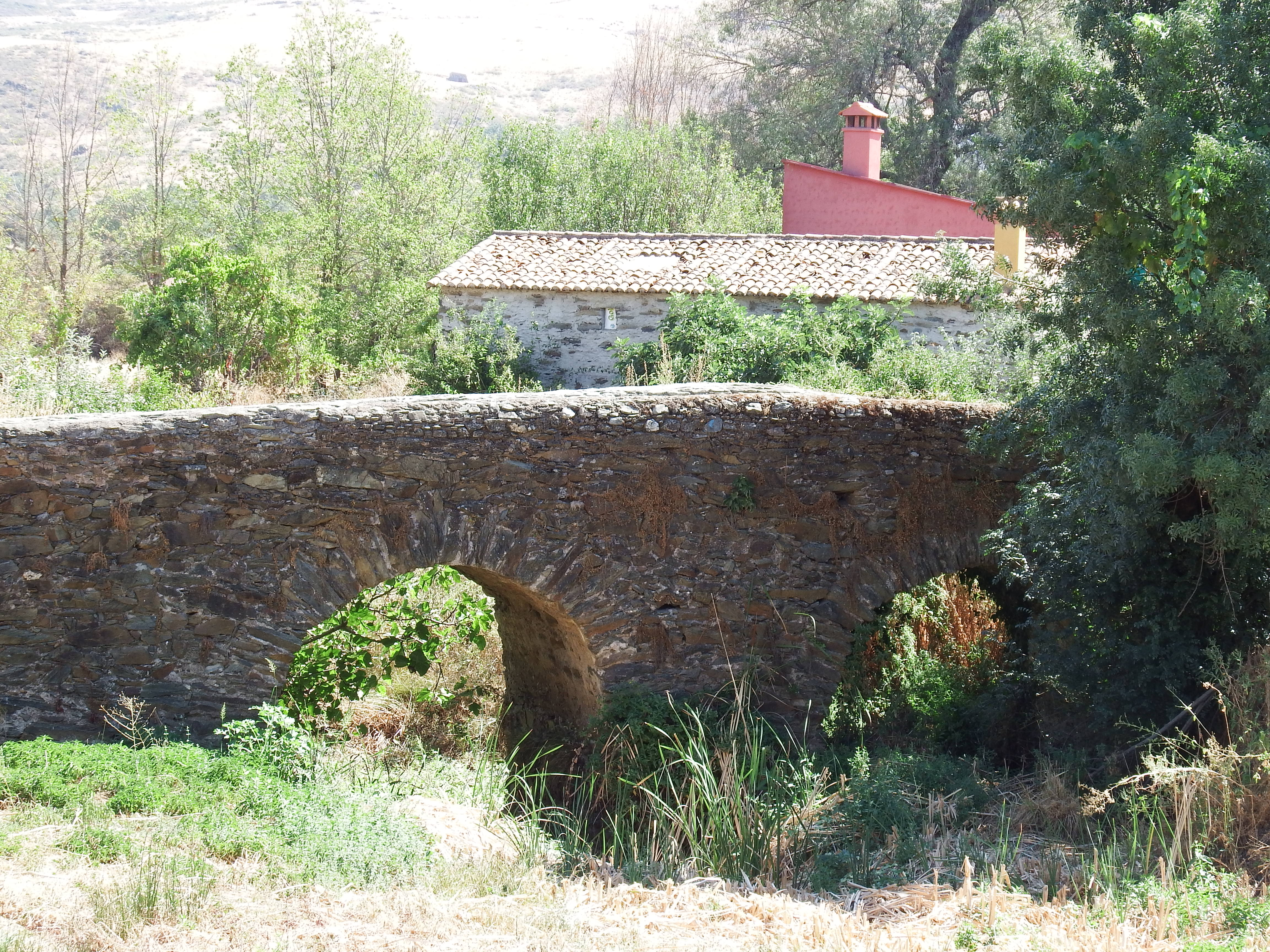
Puente de los Mártires

En ocasiones, las corrientes de agua y la orografía se han convertido en obstáculos para el tránsito de personas y ganado. Por ello, el ser humano ha construido puentes de diversa complejidad. Desde las pasaderas o pontones consistentes en lanchas de piedra a puentes de uno a varios arcos.
En torno a Garciaz encontramos varios puentes que suelen tener semejantes características constructivas, realizados en mampostería de pizarra, con una o varias arcadas y en ocasiones tienen pequeños aliviaderos adintelados. En función de su localización o el lugar hacia el que comunican los puentes han recibido varias denominaciones. Algunos de ellos se remontan al siglo XVII como el Puente de la Villa o el Puente de la Hoya, mientras que otros fueron construidos a lo largo del siglo XIX como el Puente de San Miguel. Por otra parte, también forman parte de este tipo de patrimonio todos aquellos caminos, cordeles, coladas y cañadas de índole histórico.
Una mención especial merece el Puente de las Tres Lanchas. Situado a las afueras del municipio de Garciaz junto al camino de La Concepción o de Berzocana. Su denominación hace alusión a su estructura, compuesta por tres grandes lanchas o lajas de pizarra apoyadas sobre estribos realizados con mampostería ordinaria de piedra. Resultan curiosos algunos grafitos y letras grabadas sobre las propias lanchas a lo largo del tiempo.

### Patrimonio inmueble

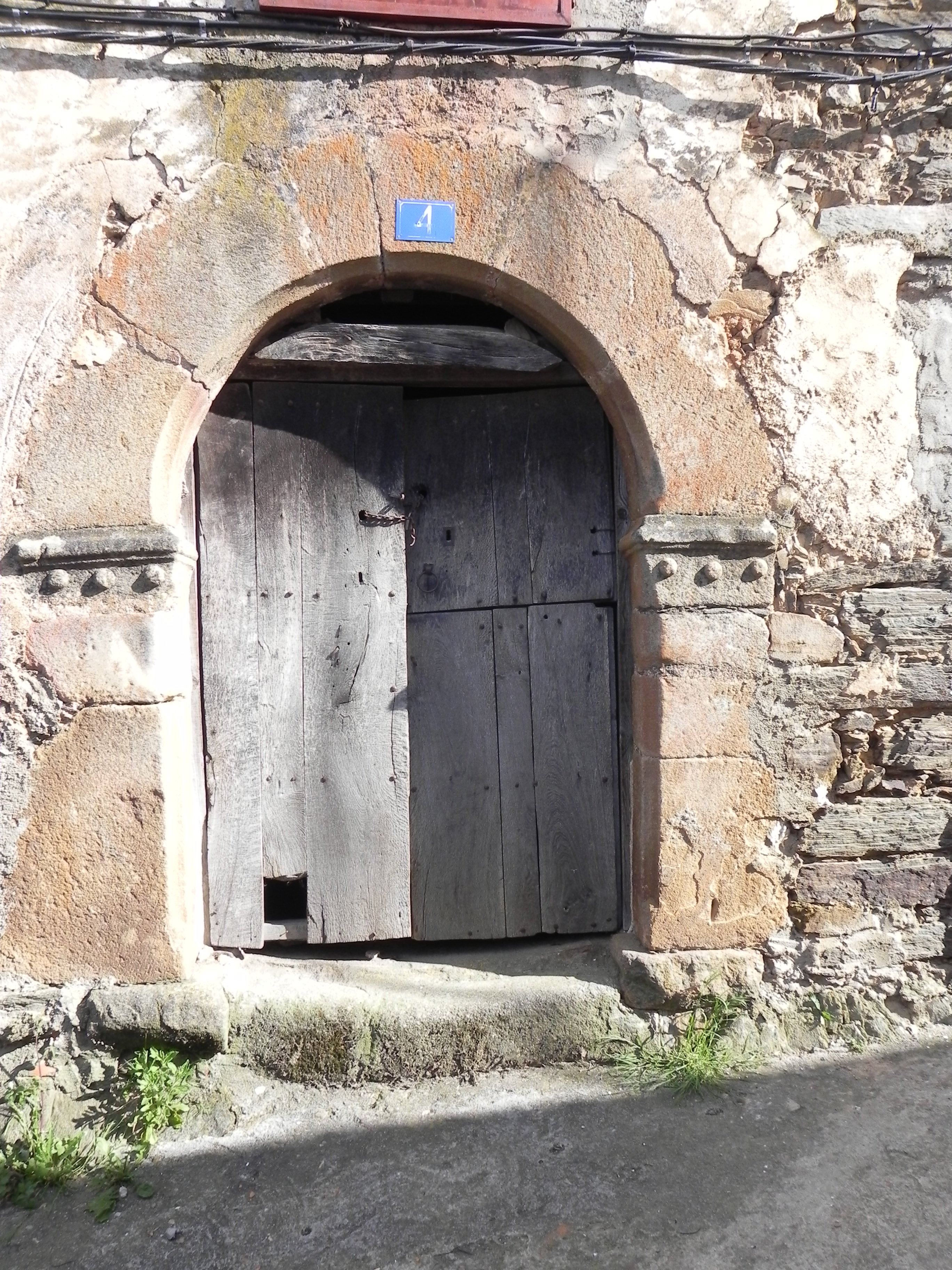
Puerta de antigua casa solariega en el casco urbano de Garciaz.

Garciaz dispone de varias casonas con un sabor rural entrañable. Recorriendo sus angostas calles y callejas podemos descubrir rincones cargados de historia. Lo habitual es que la arquitectura popular se realizara en los materiales que se tenían más a mano en el medio natural. Las más humildes estaban ejecutadas en pizarra, utilizando ocasionalmente piedras de granito o madera para configurar dinteles y jambas.
Por su parte, varias son las casas nobles de aspecto sólido con puertas y ventanas de sillería, algunas de ellas presentan en sus fachadas escudos heráldicos de antiguos linajes nobiliarios (declarados BIC). Aún queda alguna casa con la típica entrada principal compuesta por un arco de medio punto de granito renacentista que nos ofrece una visión de cómo pudo llegar a ser el aspecto del pueblo en torno al siglo XVI. En este sentido, cabe mencionar la casa que según la tradición perteneció a D. Hernán Sol, y cuyo presunto escudo puede aún verse en su fachada de la calle Cruz, ubicada en las proximidades de la puerta del Sol de la iglesia parroquial.

## Símbolos
El blasón de armas fue concedido en 1906 por el rey Alfonso XIII.
Según informe de la Real Academia de la Historia, en sesión del día 2 de mayo de 1969, aceptado por la Corporación municipal, en sesión de 26 de julio de 1969 y aprobado por el Ministerio de la Gobernación, el 17 de septiembre del mismo año, el escudo de armas sufre una importante modificación: “La supresión de la celada de acero bruñido con el penacho de plumas por la corona Real”:

«...Certificamos y hacemos entera fe y testimonio: Que el anterior Blasón de Armas compuesto de un cuartel en esta forma: En campo de plata tres barras rojas con veinticuatro arinias de sable, orlado con el lema Potius mori quam fedari, y todo ello surmontado del morrión de acero bruñido con el correspondiente penacho de plumas es el que pertenece a la muy Ilustre Villa de Garciaz de la provincia y Audiencia territorial de Cáceres, partido judicial de Logrosán, Diócesis de Plasencia y Capitanía general de Extremadura. 

Su primitivo origen, se pierde en la oscuridad de los tiempos, habiéndosele concedido en el año 1566 el privilegio de Villazgo mereciendo la atención del Cardenal Gutiérrez Vargas de Carvajal el cual mandó levantar su templo que es de superior construcción y está dividido en dos naves que le dan apariencia de vasta fábrica. 
Del mismo modo que de otras importantes poblaciones pertenecientes a la noble región de Cáceres se tiene noticia de haber sido uno de los pueblos que ayudaron al Corregidor de Plasencia en 1493 para invadir la jurisdicción y abrogarse la de la justicia de Garganta de Olla, acto que realizaron a la voz de ¡Viva el Rey! no sin antes sostener encarnizada lucha que fue menguada por los refuerzos que recibieron de Don Fernando de Toledo. Conde de Oropesa, y mandados por su hermano Don Francisco, que son este motivo dicha prueba de ser esforzado caudillo y muy hábil en el manejo de las armas. Estos actos de fidelidad, nobleza y arrojo, se patentizan en el Escudo de Armas de la Villa que nos ocupa, que no otra cosa representan en simbólico lenguaje las piezas y colores de armería de que se compone dando a entender que es patrimonio de estos vecinos, la elevación de sus acciones y el arrojo y bravura que simbolizan las rojas barras de su Blasón... 
Cuyo escudo de Armas es el que corresponde y debe usar el Muy Ilustre Ayuntamiento en representación de la referida Villa de Garciaz, compuesto en la actualidad de los señores siguientes: Alcalde-Presidente D. Buenaventura Abril Figueroa, Teniente-Alcalde D. Francisco Cuadrado Díez; 2º D. Juan Pizarro Piñas, Síndico D. José Gil Becerra, Concejales, D. Francisco Díez y Díez, D. Juan Diego Vegas Morales, D. Francisco Carrasco Fernández, D. Buenaventura Redondo Teno, D. Juan Isidoro Teno Carrasco, siendo Secretario el Sr. D. Florencio Sánchez Redondo. 
Y para que conste damos el presente Real Despacho de Blasón, en nombre de S.M.C. el Rey (g.D.g) del que queda tomada razón en el real Archivo de nuestro cargo, firmándolo de nuestra mano y sellándolo con el de nuestras armas, en esta Imperial, Coronada y muy Bervial Villa de Madrid a 11 de junio de 1906...»

## Fiestas y tradiciones[9]
Las fiestas y tradiciones de Garciaz están muy vinculadas a la actividad agropecuaria, por lo que el ciclo festivo del pueblo coincide, en gran parte, con el inicio o final de las labores del campo o con la propia actividad ganadera, como son las fiestas en torno a las antiguas ferias de ganado, inicio de las cosechas, etc. Tal y como sucede en muchos otros lugares, los rituales religiosos son también la base de muchas de las fiestas de Garciaz como la adoración a los patrones del municipio o fruto de ritos ancestrales. A continuación, serán reflejadas aquellas celebraciones que aún cuentan con suficiente entidad y que merecen ser conocidas.
- Matanza Popular: En los últimos años está tomando fuerza la celebración de la matanza, la cual se realiza durante el mes de febrero o marzo en la plaza. Durante la jornada los asistentes pueden degustar migas, caldereta y asado acompañado de vino. También son rifados los lomos y los solomillos, mientras que unas charangas amenizan la jornada.
- Carnavales: Se celebran pasacalles amenizados por charangas que recorren las principales calles del pueblo y finaliza en la plaza para dar paso al concurso de disfraces, culmina el Miércoles de Ceniza con el entierro de la sardina. Antiguamente también eran celebrados los quintos, con corridas de gallos y cintas en La Cañá. Los quintos del pasado año y los del corriente se juntaban en la plaza y subían a lo alto del rollo donde instalaban una bandera con el año de la quinta bordado y dos claveles rojos cruzados.
- Semana Santa: Comienza el Viernes de Dolores, durante el cual se canta el Vía Crucis, el Miserere y el Rosario, a continuación se celebraba una misa. El Domingo de Ramos son bendecidos los ramos de olivo en la plaza. El Jueves Santo se escenifica el lavatorio y por la noche se desarrolla la Procesión del Silencio por el Nazareno y la Virgen. El Viernes Santo por la mañana se celebran los Oficios y el Vía Crucis, por la noche procesionan el Santo Sepulcro y la Virgen. Durante el Domingo de Resurrección se celebra el Rosario de la Aurora. En torno al mediodía se produce el encuentro entre el Resucitado y la Virgen en la plaza mientras se realizan varias salvas.
- La Gira o Romería: El lunes de Pascua los vecinos de Garciaz van a celebrar la denominada Gira, Romería o Día del Bollo a la Dehesa a comer y a pasar el día, en donde se celebra una misa y tras la cual la jornada es amenizada por charangas.
- La cruz de mayo: fiesta religiosa basada en la novena en honor al Cristo de la Salud; actualmente se celebra el primer domingo de mayo.
- San Juan: la noche de San Juan a las 0:00 se realiza en la plaza del pueblo una hoguera donde todo el que lo desee se escribe en un papel para el año siguiente y quemar los pasados.
- Santiago Apóstol: En la actualidad son las fiestas grandes de la localidad. Se desarrollan entre los días 23, 24 y 25 de julio. Se celebran festejos taurinos, campeonatos de diversa índole, verbena, etc. Por la mañana del domingo, a las 07:00, se celebra la vaquilla del aguardiente.
- Fiestas de la Virgen del Rosario: Se celebra el primer domingo del mes de octubre. Antiguamente era una de las fiestas más importantes, celebrándose capeas, etc. Durante el alba se realiza el Rosario de la Aurora y por la tarde sale en procesión la Virgen del Rosario. En los últimos años es tradición hacer una comida de hermandad en el recinto de la piscina municipal acompañada de música, juegos, etc.
- El Calbote: El Calbote se refiere a la castaña asada pero también se denomina con este nombre, una fiesta que se celebra el día de Todos los Santos (1 de noviembre). Durante la misma, es costumbre ir al campo para asar castañas, hacer barbacoas entre amigos y familiares, comer higos secos, nueces, tortilla de patatas, etc. En Garciaz es habitual celebrarlo en diversos lugares como en el Bailaero de las Brujas, en la Dehesa o en parcelas particulares.

## Gastronomía[10]
Tal y como sucede con otros lugares, la cocina Garcieña está caracterizada por emplear materias primas que proceden del campo. A pesar de que paulatinamente se emplea menos la cocina tradicional, aún perviven en la memoria colectiva las recetas de los platos típicos heredadas de nuestros antepasados. Antiguamente, el menú solía estar condicionado por los periodos de montería y el calendario agrícola, estacional y religioso.
Entre los platos más habituales encontramos migas, la cachuela, escabeches, rebozados, el potaje de castañas, patatas a lo pobre, gazpacho blanco, la sopa de tomate, la sopa de patata, etc.
Por su parte, entre los postres y dulces más célebres se encuentran los huevecillos, el arroz con leche, las torrijas, perrunillas, rosquillas, etc.
Por último, no debemos de olvidar otros productos elaborados a partir de materias derivadas de la leche como el queso de oveja o de cabra, o aquellos productos que proceden de la típica matanza como la morcilla patatera.